# (5545) Makarov
(5545) Makarov (1978 VY14) – planetoida z pasa głównego asteroid okrążająca Słońce w ciągu 4,31 lat w średniej odległości 2,65 j.a. Odkryta 1 listopada 1978 roku.